# Orosomucoid
Orosomucoid oder saures Alpha1-Glykoprotein (AGP) ist ein frühes Akute-Phase-Protein, das vorwiegend in den Leberzellen produziert wird. Es modifiziert die Adhäsion der Blutplättchen und unterdrückt die Immunantwort. Zudem fördert es das Wachstum der Fibroblasten. Der Normalwert im menschlichen Blutserum beträgt 0,55–1,4 g/l. Zusammen mit Haptoglobin ist Orosomucoid ein Marker für eine Hämolyse. Orosomucoid wird ebenfalls zur Therapiekontrolle bei Morbus Crohn und verschiedenen Tumoren bestimmt.